# Ліджервуд (Північна Дакота)
Ліджервуд (англ. Lidgerwood) — місто (англ. city) в США, в окрузі Ричленд штату Північна Дакота. Населення — 600 осіб (2020).

## Географія
Ліджервуд розташований за координатами 46°4′25″ пн. ш. 97°8′42″ зх. д. / 46.07361° пн. ш. 97.14500° зх. д. (46.073651, -97.144973).  За даними Бюро перепису населення США в 2010 році місто мало площу 1,71 км², уся площа — суходіл.

## Демографія
Згідно з переписом 2010 року, у місті мешкали 652 особи в 335 домогосподарствах у складі 160 родин. Густота населення становила 381 особа/км².  Було 417 помешкань (243/км²).
Расовий склад населення:
| - 97,5 % — білих - 2,0 % — корінних американців |

До двох чи більше рас належало 0,5 %. Частка іспаномовних становила 0,9 % від усіх жителів.
За віковим діапазоном населення розподілялося таким чином: 19,0 % — особи молодші 18 років, 48,5 % — особи у віці 18—64 років, 32,5 % — особи у віці 65 років та старші. Медіана віку мешканця становила 51,3 року. На 100 осіб жіночої статі у місті припадало 90,1 чоловіків;  на 100 жінок у віці від 18 років та старших — 94,8 чоловіків також старших 18 років.
Середній дохід на одне домашнє господарство  становив 45 749 доларів США (медіана — 40 658), а середній дохід на одну сім'ю — 54 987 доларів (медіана — 52 917). Медіана доходів становила 41 250 доларів для чоловіків та 31 964 долари для жінок. За межею бідності перебувало 14,2 % осіб, у тому числі 13,9 % дітей у віці до 18 років та 16,2 % осіб у віці 65 років та старших.
Цивільне працевлаштоване населення становило 300 осіб. Основні галузі зайнятості: виробництво — 20,3 %, освіта, охорона здоров'я та соціальна допомога — 16,7 %, будівництво — 13,3 %, роздрібна торгівля — 12,3 %.